# Korporativismus
Korporativismus (it. corporativismo, lat. corporatio – sdružení) je od pluralismu odlišná forma reprezentace zájmů, založená na spolupráci jednotlivých společenských vrstev či skupin; též organizace státu na profesním principu. Vyskytuje se zde omezený počet hierarchicky uspořádaných monopolních organizací (korporací), které při vyjednávání se státem při dodržování základní ideje lidské pracovní sounáležitosti zastupují zájmy svých členů a současně se podílejí i na uskutečňování státní politiky. Korporativismus předpokládá omezený počet nekonkurenčních organizací s povinným nebo polopovinným členstvím v nich, členství je profesně organizováno podobně jako u středověkých cechů. Tyto korporace, působící často paralelně s parlamentem, jsou kontrolovány a usměrňovány státem.
Mezi teoretické zdroje korporativismu lze zařadit encykliku papeže Lva XIII. Rerum novarum, encykliku Quadragesimo anno papeže Pia XI., či práce Adama Müllera, Gabriela D'Annunzia a Alceste de Ambrise.
Korporativismus nereferuje k politickému systému, kterému dominují korporace; správný pojem označující tento systém je korporatokracie. Korporativismus a korporatokracie jsou často zaměňované pojmy, díky jejich podobnosti v názvech a v užívání korporací jakožto orgánů státu.

## Politická kritika korporativismu
Existuje názor, že státní kontrola veřejných forem soukromého vlastnictví (vytváření holdingů a státem nebo polostátními mafiemi přímo či nepřímo kontrolovaných či chráněných firem a korporací – např. akciových společností) je základem ekonomického fašismu.[zdroj⁠?!] Na druhou stranu je faktem, že existují prosperující a demokratické státy více či méně ovlivněné ekonomickým korporativismem (např. Rakousko či Švédsko).

## Příklady korporativismu

### V Evropě
Nejvýznamnějším praktickým uplatněním korporativismu se stala italská meziválečná ekonomika. Mocensky velmi silné korporace byly jedním z cílů Mussoliniho politického programu. Ve 30. letech 20. století došlo k ekonomickému posunu ke korporativismu v Portugalsku. Podobně byl řízen i Rakouský stát. Po druhé světové válce našel korporativismus částečné uplatnění např. v Jugoslávii. I v jiných evropských poválečných ekonomikách došlo k částečné aplikaci korporativismu, uzpůsobenému novým poměrům a často označovanému jako neokorporativismus. Definice tohoto směru se často omezuje na partikulární prosazování zájmů různých profesních organizací (např. lékařských, advokátních komor ad.). V poslední době se mnozí odborníci shodují na tom, že neokorporativismus prodělává v celosvětovém měřítku vážnou krizi.
Korporativistické znaky lze najít ve volebních systémech irského senátu či slovinské státní rady.

### V Asii
Korporativně byl a je řízen Hongkong. Polovinu parlamentu jmenovala britská královna, od roku 1997 ji jmenuje čínská vláda v Pekingu. Druhá polovina parlamentu je jmenována profesními a podnikatelskými organizacemi a odborovými organizacemi. Tento model se v poslední době neoficiálně uplatňuje i v rámci čínského parlamentu v Pekingu. Korporativistické tendence jsou patrné i v Jižní Koreji, Singapuru a dalších asijských státech.

## Americký vs fašistický korporativismus
Italští fašisté považovali korporativismus za nástroj k odstranění třídních bojů (zaměstnavatelé × dělníci) a předělání zastupitelské vlády. Chtěli, aby místo parlamentu měly moc takzvané smíšené syndikáty a nový typ parlamentu (advisory parliament) by se zaměřoval pouze na ekonomické zájmy státu, tímto způsobem by vůdci syndikátu neměli takový zájem pro vstup do politiky, jelikož by v parlamentu nemohli ovlivňovat politická rozhodnutí. Politickou moc měl v rukou stále stát, který dohlížel na fungování korporací. 
V Americe to bylo jiné. Američané nepovažovali třídní konflikt za hrozbu pro jejich společnost a plně ji ignorovali. Korporativismem se snažili odstranit zuřivou konkurenci, kterou měl dle generála Johnsona za následek individualismus. Další rozdíl byl v tom, že Američané nechtěli zrušit ani nijak reformovat Kongres, neviděli v tom žádnou ideologickou výhodu. Americký korporativismus byl jeden z programů New Dealu, tento program byl veřejnosti představen Donaldem Richbergem a Johnsenem čistě jako ekonomické řešení po Velké hospodářské krizi. Zatímco korporativismus v Itálii byl spjat s politikou.
Ve 30. letech 20. století byla dvěma italskými fašisty napsána propaganda, ve které si fašismus velmi přivlastňoval korporativismus. Tato propaganda se velmi rozšířila. Kvůli tomuto rozšíření a anti-parlamentním komentářům Johnsona a Richberga je lidé v USA považovali za fašisty, i přes fakt, že oni toto nařčení odmítali.